# Leon Jackson
Leon Jackson (* 30. prosince 1988, Whitburn v Západním Lothianu ve Skotsku) je skotský zpěvák, vítěz čtvrté série britské televizní soutěže talentů The X Factor v roce 2007.
Jeho debutový singl When You Believe, coververzi písně zpívané Whitney Houston a Marií Carey, vydal v prosinci 2007 a debutové album Right Now v říjnu 2008. Hit When You Believe ovládl hitparády ve Velké Británii i v Irsku.